# Brachionus mirabilis
Brachionus mirabilis is een raderdiertjessoort uit de familie Brachionidae. De wetenschappelijke naam van deze soort is voor het eerst geldig gepubliceerd in 1897 door Daday.